# جورج مارصي
 جورج الفريد مارصي (بالفرنسية: Georges Marçais)‏ هو مستشرق فرنسي ولد في رين 11 مارس 1876 وتوفي في باريس 20 مايو 1962.

## السيرة الذاتية
جورج مارصي هو ابن لعائلة من الفنانين والأدباء. بدأ تعليمه العالي في مدرسة الفنون الجميلة بباريس. وكان رساما وكاتبا قبل أن يكتشف الفن الإسلامي في عام 1902 في رحلته إلى تلمسان حيث هو كان شقيقه وليام مارصي أستاذافي المدرسة الإسلامية.
كمستعرب وعالم آثار يدرس في المدرسة الإسلامية بقسنطينة، ثم يصبح أول حامل الرئيس (د) «'علم الاثار الإسلامي» في كلية الجزائر العاصمة. عام 1929 ، ثم يصبح مدير «متحف الآثار والفنون الإسلامية الجزائري» ليضيف لها سنة 1935  معهد الدراسات الشرقية كمدير أيضا. أعطى جورج ماصي لتاريخ الفن والحضارة المغرب العربي دراسات هامة جدا.

## التمييز
- عضو في [[الأكاديمية تسجيلات الآداب الجميلة 1940.
- الجائزة الكبرى للأدب في الجزائر (1952).

## الببليوغرافيا
- البربر المسلمين والشرق في القرون الوسطى ، مونتيني، 1946
- أشهر مدن الفن:'تلمسان '، مكتبة رينواد. لوران، باريس 1950
- العمارة الإسلامية في الغرب ، الفنون والمهن التصويرية، باريس 1955
- الجزائر في العصور الوسطى، المعالم التاريخية والمناظر الطبيعية، الفنون والمهن التصويرية، باريس 1957
- المدن والأرياف في الجزائر ، المحافظة العامة، المطبعة الوطنية، باريس 1958.

## وصلات خارجية
- Biographie des frères Marçais et peinture
- Portrait de Georges Marçais